# Zanthoxylum acanthopodium
Zanthoxylum acanthopodium es una especie de árbol perteneciente a la familia de las rutáceas.

## Descripción
Es un arbusto o pequeño árbol que alcanza un tamaño de  6 m de altura. La corteza de color gris negro. Las ramillas de color rojizo pubescentes a casi glabras, usualmente con espinas. Las hojas con 3-9 foliolos; opuestas, ovado-elípticas a lanceoladas, papiráceas, ambas superficies glabras a pubescentes de color rojizo. Las inflorescencias axilares.  Tépalos de color verde pálido amarillento, estrechamente lanceolados. El fruto en folículos de color rojo púrpura, de 4 mm de diámetro. Semillas de  3 mm de diámetro. Fl. Abril-mayo, fr. Septiembre-octubre.

## Distribución y hábitat
Se encuentra en las tierras altas de los bosques abiertos y matorrales; a una altitud de 1400-3200 metros, en Guangxi, Guizhou, Sichuan, Xizang, Yunnan en China y en  Bangladés, Bután, India, Indonesia, Laos, Malasia, Birmania, Nepal, Tailandia y Vietnam.

## Taxonomía
Zanthoxylum acanthopodium fue descrita por Augustin Pyrame de Candolle y publicado en Prodromus Systematis Naturalis Regni Vegetabilis 1: 727, en el año 1824.
Citología
El número de cromosomas es de: 2 n = 64
Sinonimia
- Zanthoxylum acanthopodium var. oligotrichum Z.M.Tan
- Zanthoxylum acanthopodium var. timbor Hook.f.
- Zanthoxylum acanthopodium var. villosum C.C.Huang[3]